# Gymnothorax nudivomer
Gymnothorax nudivomer är en fiskart som först beskrevs av Günther, 1867.  Gymnothorax nudivomer ingår i släktet Gymnothorax och familjen Muraenidae. Inga underarter finns listade i Catalogue of Life.